# Bradley Cooper
Bradley Charles Cooper (Philadelphia, 5 januari 1975) is een Amerikaans televisie- en filmacteur. Hij werd in 2013 genomineerd voor zowel een Oscar, een Golden Globe als een BAFTA Award voor zijn hoofdrol als Pat in de romantische tragikomedie Silver Linings Playbook. Meer dan tien andere filmprijzen werden hem daadwerkelijk toegekend, waaronder een National Board of Review Award en een Satellite Award (allebei voor Silver Linings Playbook). Daarentegen kreeg hij in 2010 samen met Sandra Bullock een Razzie Award, voor het vormen van het slechtste filmkoppel van het jaar in All About Steve.

## Biografie
Cooper maakte in 1999 zijn acteerdebuut in een aflevering van Sex and the City. Hij debuteerde vervolgens als filmacteur in 2001, als Ben in de romantische komedie Wet Hot American Summer. Cooper spreekt zowel Engels als vloeiend Frans. Hij verbleef zes maanden als uitwisselingsstudent in Aix-en-Provence, waar hij studeerde aan de Universiteit van Aix-Marseille. Het Amerikaanse tijdschrift People riep hem in november 2011 in zijn jaarlijkse verkiezing uit tot Sexiest Man Alive. In 2018 zong Bradley met Lady Gaga het duet Shallow in de film A Star Is Born, waarvoor Gaga in 2019 als schrijver/componist een Oscar won.

### Privé
Cooper trouwde in december 2006 met actrice Jennifer Esposito, maar hun huwelijk eindigde elf maanden later definitief in een echtscheiding. Hij was van 2015 tot en met 2019 samen met model Irina Shayk. In 2017 kreeg het stel een dochter.

## Prijzen

### Academy Awards (Oscars)
- Silver Linings Playbook (2013) - voor beste mannelijke hoofdrol (genomineerd)
- American Hustle (2014) - voor beste mannelijke bijrol (genomineerd)
- American Sniper (2015) - voor beste mannelijke hoofdrol (genomineerd)
- A Star Is Born (2019) - voor beste mannelijke hoofdrol (genomineerd)
- Maestro (2024) - voor beste mannelijke hoofdrol (genomineerd)

### BAFTA Awards
- Silver Linings Playbook (2013) - voor beste acteur in een hoofdrol (genomineerd)
- American Hustle (2014) - voor beste acteur in een bijrol (genomineerd)
- A Star Is Born (2019) - voor beste acteur in een hoofdrol (genomineerd)
- Maestro (2024) - voor beste acteur in een hoofdrol (genomineerd)

### Golden Globes
- Silver Linings Playbook (2013) - voor beste acteur in musical of komedie (genomineerd)
- American Hustle (2014) - voor beste mannelijke bijrol (genomineerd)
- A Star Is Born (2019) - voor beste drama-acteur (genomineerd)
- Maestro (2024) - voor  beste drama-acteur (genomineerd)

### Grammy Awards
- Shallow (2019) - voor beste pop duo (gewonnen)
- A Star Is Born (2020)  - voor Beste lied geschreven voor visuele media (soundtrack) (gewonnen)

## Filmografie
*Exclusief televisiefilms en eenmalige gastrollen

## Discografie

### NPO Radio 2 Top 2000
| Nummer met noteringen in de NPO Radio 2 Top 2000 | '18 | '19 | '20 | '21 | '22 | '23 | '24 |
| ------------------------------------------------ | --- | --- | --- | --- | --- | --- | --- |
| Shallow (met Lady Gaga)                          | 736 | 45  | 37  | 38  | 49  | 43  | 44  |

1. ↑  Een vetgedrukt getal geeft de hoogste notering aan.
2. ↑  2018 was het eerste jaar met een notering voor dit nummer.